# Landboen (avis)
Landboen var en illegal avis under anden verdenskrig.
Avisen blev oprettet om efteråret 1943 af 3 unge mænd (Arne Bruhn, primus motor, redaktør og skribent, Frans Andersen, medredaktør og skribent og ? Kristensen, ukendt rolle), der begyndte at skrive om krigen og tyskernes adfærd. 
De skaffede både papir og hånddrejede duplikatorer for egen regning. Egne typer blev indkøbt gennem donation af Arne Bruhns kaptajn i livgarden, Henningsen. På det tidspunkt var der allerede mange illegale aviser. En af årsagerne til at starte en ny, var – foruden kunne give udtryk for egne meninger – at belyse for bl.a. bønderne anledningen til at de fik så godt betalt for sine grise af tyskerne – de betalte nemlig med penge taget fra den danske stat. Før krigen var det vanskeligt at få ordentlig betalt for kødet af englænderne som da var en af Danmarks største handelspartners.
Efterhånden blev flere unge mænd tilknyttet og på et tidspunkt blev avisen trykket i et lille trykkeri på Vesterbro. På grund af indre stridigheder splittedes Landboens arbejdere og Arne Bruhn drev avisen videre. December 1944 blev Bruhn, som da gik under det falske navn Hugo Pedersen, arresteret af Gestapo under et opdrag for bl.a. L. Mellemgård. Bruhn var blevet sendt for at hente pakker og skulle som betaling få fotografier. Han blev af tyskerne sendt til Vestre Fængsel og derefter til Frøslevlejren for sit samvirke med modstandsbevægelsen – dog opdagede man ikke hans rolle i udgivelsen af Landboen. 
Bruhns underbo, doktor Skovby, udgav 2. numre i Bruhns sted i løbet af foråret 1945. Avisen kom som mest op i 20.000 eksemplarer. En del typer og aviser er doneret til Frihedsmuseet i København.